# Carrer de l'Oli (les Escaules)
Carrer de l'Oli és un carrer del municipi de Boadella i les Escaules (Alt Empordà) inclòs en l'Inventari del Patrimoni Arquitectònic de Catalunya.

## Descripció
Situat dins del nucli urbà de la població de les Escaules, la qual forma part del municipi de Boadella. Està situat a la banda de llevant del terme, connectant els carrers de l'Oli i Figueres.
Es tracta d'un passadís cobert de traçat rectilini que integra, al bell mig del recorregut el que probablement és un dels antics portals que donaven accés a la vila en època baixmedieval. El portal és d'arc de mig punt, amb els brancals bastits amb carreus de pedra ben desbastats, i presenta una alçada més gran que no pas els altres dos trams del passadís. El tram situat entre el carrer de l'Oli i el portal està cobert per una volta rebaixada bastida amb maons disposats a pla, actualment arrebossada. El tram situat entre el portal i el carrer Figueres també presenta la volta rebaixada, tot i que en aquest cas està bastida amb pedruscall i abundant morter de calç. Al mig del traçat de la volta hi ha integrat un arc bastit amb carreus de pedra desbastats. Les voltes descansen damunt dels murs dels edificis laterals que delimiten el traçat.

## Història
De les antigues muralles de les Escaules no s'han conservat vestigis, únicament queden les restes dels portals. En el carrer d'Amunt es conserva un portal que devia ser una de les entrades al poble. Amb la mateixa cronologia trobem, al carrer de l'Oli, un passadís cobert amb volta rebaixada que, amb tota seguretat podria constituir l'entrada principal al poble. Podrien datar-se als segles XIV o XV, tot i que el de l'Oli fou reformat en època moderna.